# Ursulinenklooster (Puurs)

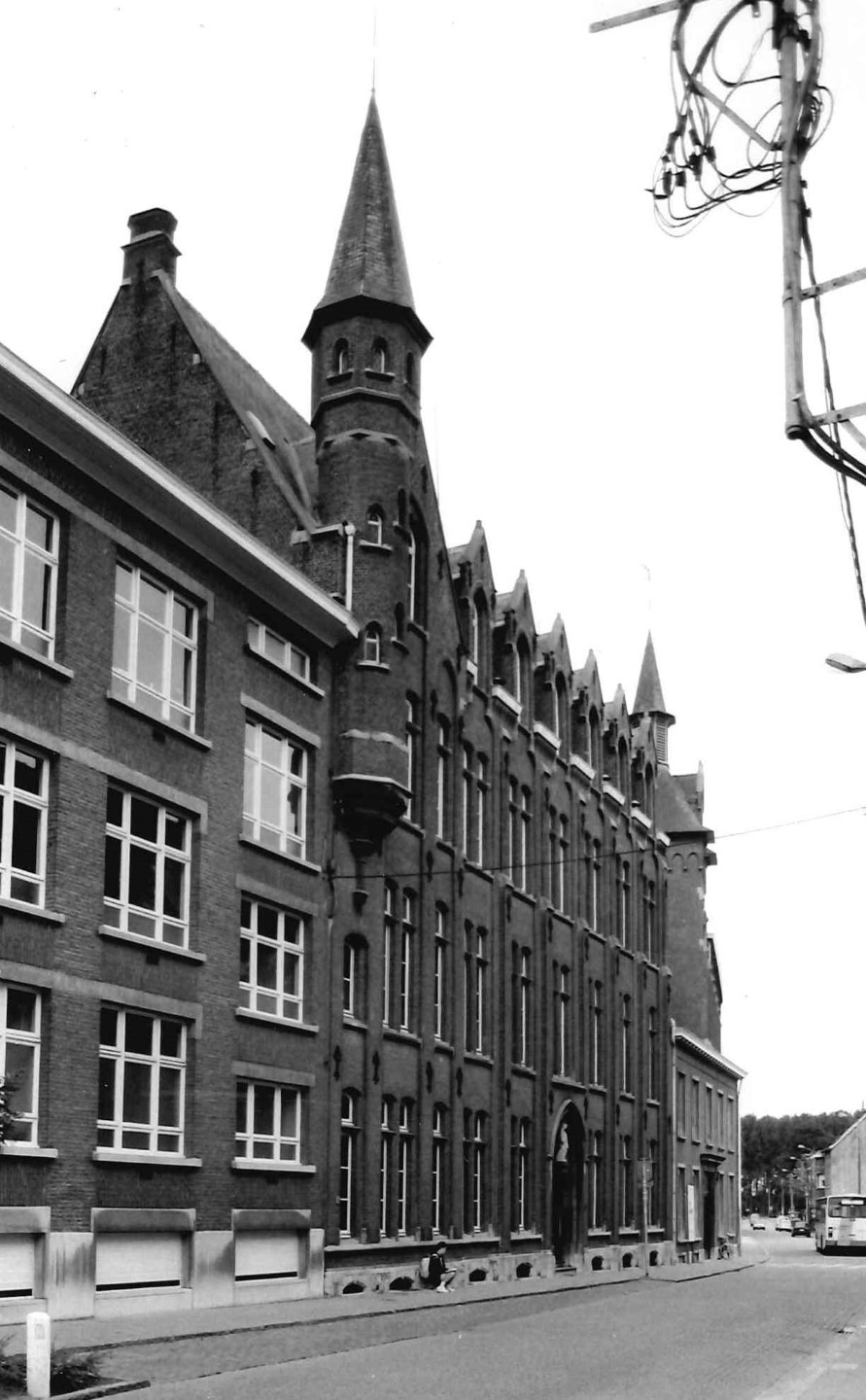
Ursulinenklooster

Het Ursulinenklooster is een voormalig klooster in de tot de Antwerpse gemeente Puurs-Sint-Amands behorende plaats Puurs, gelegen aan de Begijnhofstraat 3-7.
Het klooster van de zusters Ursulinen werd gesticht in 1857. Hierbij behoorde ook een kostschool voor meisjes, het Sint-Angela Instituut.
Het complex bestaat uit twee vleugels: de oostelijke vleugel van 1903 en de westelijke vleugel van 1907. Hiertussen bevindt zich het Moortgathuis dat oorspronkelijk in 1719 zou zijn gebouwd maar sindsdien wijzigingen heeft ondergaan en geïntegreerd is in het complex. Achter deze gebouwen werden nog schoolvleugels gebouwd zoals in 1958 en in het vierde kwart van de 20e eeuw.
In de westelijke vleugel bevindt zich de voormalige kapel in neogotische stijl, die tegenwoordig als gymnastiekzaal is ingericht.